# Clemens Kraienhorst
Clemens Kraienhorst (* 25. Mai 1905 in Bottrop; † 17. Mai 1989) war ein deutscher Gewerkschafter und Politiker (KPD, DKP). Er war langjähriger Ratsherr der Stadt Bottrop und 1954 für kurze Zeit Mitglied des Landtags von Nordrhein-Westfalen.

## Leben
Clemens Kraienhorst besuchte die Volksschule und arbeitete danach als Bergmann. Er wurde früh Gewerkschaftsmitglied und trat 1929 in die KPD ein. 1933 wurde er Vorsitzender der KPD Bottrop. Nach der Machtübernahme durch die Nationalsozialisten wurde Kraienhorst wegen seiner politischen Überzeugungen verfolgt. Er war einige Zeit im Konzentrationslager Esterwegen inhaftiert, später saß er aus politischen Gründen auch zeitweise im Gefängnis ein.
Nach dem Zweiten Weltkrieg war Kraienhorst an der Neugründung der KPD in Bottrop beteiligt. Er wurde 1948 in den Rat der Stadt Bottrop gewählt. Für kurze Zeit war er auch Landtagsabgeordneter. Er rückte am 9. März 1954 für die KPD in den nordrhein-westfälischen Landtag nach und hatte das Mandat bis zum Ende der zweiten Wahlperiode am 4. Juli 1954 inne. Im Bottroper Stadtrat saß Kraienhorst zunächst bis zum Verbot der KPD im Jahr 1956. Nach dem Parteiverbot saß Kraienhorst auch in der Bundesrepublik wieder wegen seiner politischen Arbeit für einige Monate im Gefängnis.
Seit der Nachkriegszeit engagierte Kraienhorst sich auch wieder gewerkschaftlich und wurde Mitglied der IG Bergbau und Energie, aus der er jedoch zwischen November 1951 und Januar 1953, und dann endgültig am 27. Oktober 1959 „wegen gewerkschaftsschädigenden Verhaltens“ ausgeschlossen wurde. Kraienhorst war von 1946 bis 1950 Gesamtbetriebsratsvorsitzender der Hibernia AG und von 1946 bis 1961 Betriebsratsvorsitzender der Zeche Rheinbaben in Bottrop, also auch noch nach seinem Ausschluss aus der IG Bergbau-Energie, da er sich bei den Betriebsratswahlen gegen die Kandidaten der Gewerkschaft durchsetzen konnte.
Ab 1962 wurde Kraienhorst zeitweise als Parteiloser wieder in den Stadtrat gewählt, 1968 führte er die neugegründete DKP ins Bottroper Rathaus an. Mit Unterbrechungen war Kraienhorst bis 1982 im Rat der Stadt vertreten.
Im Jahr 2001 wurde in Bottrop die Clemens-Kraienhorst-Straße nach ihm benannt.